# パンドラの夜
「パンドラの夜」（パンドラのよ）は、ARTERY VEINの3枚目のシングル。2011年4月24日に5pb.Recordsから発売された。

## 概要
喜多村英梨と今井麻美によるユニット・ARTERY VEINの3rdシングル。表題曲「パンドラの夜」は、5pb.のPSP専用ゲームソフト『コープスパーティー Book of Shadows』のエンディングテーマとなっており、カップリング曲「ただ一つの物語」も収録。初回特典はARTERY VEINオリジナルフォトジャケット仕様。
喜多村によれば、コープスパーティー Book of Shadowsの登場人物の思いを代弁する形で歌っているという。

## 収録曲
全曲　作詞・作曲：濱田智之、編曲：悠木真一
1. パンドラの夜 [4:50]
2. ただ一つの物語 [4:59]
3. パンドラの夜（off vocal）
4. ただ一つの物語（off vocal）